# Neobythites unicolor
Neobythites unicolor is een straalvinnige vissensoort uit de familie van naaldvissen (Ophidiidae). De wetenschappelijke naam van de soort is voor het eerst geldig gepubliceerd in 1994 door Nielsen & Retzer.